# Joachim Hornegger

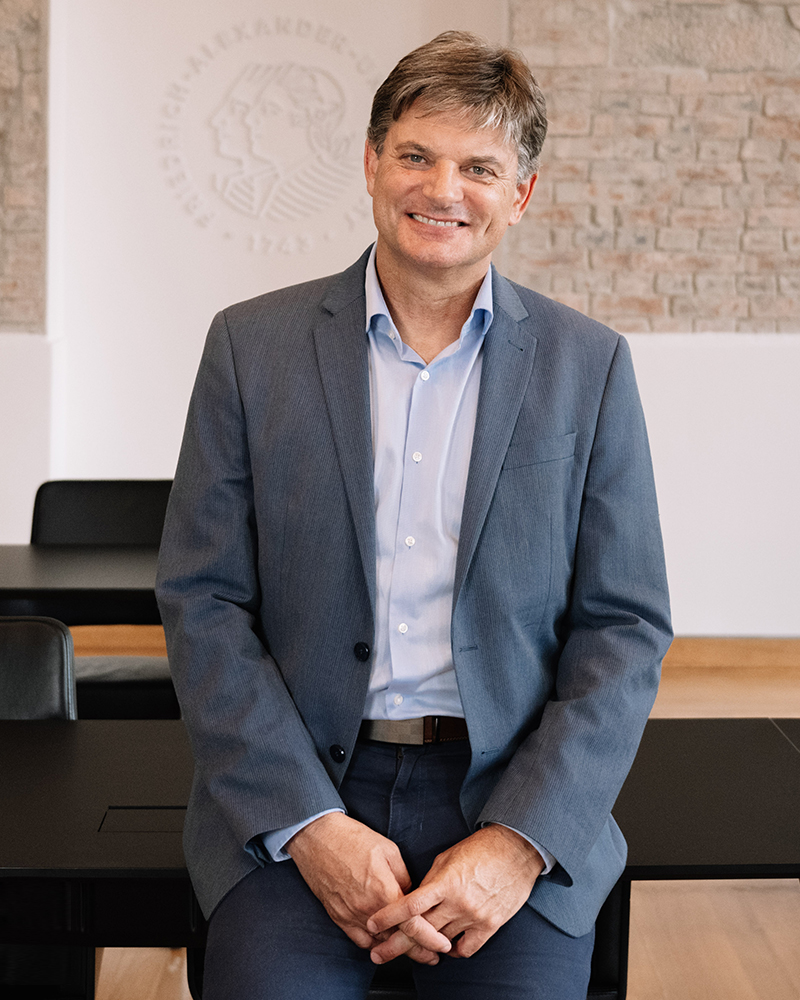
Joachim Hornegger (2024)

Joachim Hornegger (* 1967 in Forchheim) ist ein deutscher Informatikprofessor und seit 2015 Präsident der Friedrich-Alexander-Universität Erlangen-Nürnberg.

## Leben und Wirken
Joachim Hornegger studierte Informatik mit Nebenfach Mathematik in Erlangen und schloss das Studium 1992 mit Diplom ab. 1996 promovierte er mit seiner Arbeit zur statistischen Objektmodellierung und -erkennung. Von 1997 bis 1998 war er Gastforscher am Massachusetts Institute of Technology (MIT) und am Lehrstuhl für Informatik der Stanford University. Nach den Jahren im Ausland nahm er eine Stelle als Entwicklungsingenieur bei Siemens Medical Solutions an. 2001 wurde er Leiter im Bereich der medizinischen Bildgebung im Bereich Angiografie- und Radiografiesysteme. 2003 übernahm er bei Siemens die Gesamtverantwortung im Entwicklungsbereich bildgebender Systeme.
Während seiner Zeit bei Siemens war Hornegger Gastdozent an den Universitäten Erlangen-Nürnberg (1998–1999), Eichstätt-Ingolstadt (2000) und Mannheim (2000–2003). 2004 wurden ihm Rufe als Professor für Elektrotechnik an der RWTH Aachen, 2000 als Professor für Informatik an der Katholischen Universität Eichstätt-Ingolstadt und 1998 als Dozent an der Harvard University angeboten – er lehnte alle zu Gunsten seiner Tätigkeit an der FAU ab. Im Rahmen seiner Managementausbildung bei Siemens erwarb er einen Zusatzabschluss in Erweitertem Management an der Duke University in North Carolina, USA.
Hornegger wurde 2005 Inhaber des Lehrstuhls für Mustererkennung an der Technischen Fakultät und Zweitmitglied der Medizinischen Fakultät der FAU; von 2009 bis 2011 war er Prodekan für Informatik. Hornegger gehörte als Vizepräsident der Universitätsleitung der FAU von 2011 bis 2015 an. In dieser Funktion war er verantwortlich für die Bereiche Forschung und Nachwuchs. Seit dem 1. April 2015 ist er Präsident der FAU. 2016 wurde Joachim Hornegger zum Mitglied der Deutschen Akademie der Technikwissenschaften (acatech) gewählt.

## Ämter und Funktionen
- 2009–2015: Initiator und Leiter des Studiengangs Medizintechnik
- 2011–2015: Vizepräsident für Forschung, FAU, Erlangen-Nürnberg, Deutschland
- 2007–2008: Gastprofessur, Institut für Radiologie, Stanford University, USA
- 2005: W3-Professur für Informatik, FAU, Erlangen-Nürnberg, Deutschland
- 2004: Gelisteter Rang 1, C4-Professur für Elektrotechnik, RWTH Aachen, Deutschland
- 2003: C3-Professur für Informatik, FAU, Erlangen-Nürnberg, Deutschland
- 2000–2003: Siemens-Dozentur für Medizinische Bildgebung, Universität Mannheim, Deutschland
- 2001–2003: Leiter für Medizinische Bildgebung, Siemens Medical Solutions, Forchheim/Hoffman Estates, IL, Deutschland/USA
- 2000: Gelisteter Rang 1, C3-Professur für Informatik, Universität Eichstätt, Deutschland
- 1998–2001: Ingenieur, Siemens Medical Solutions, Forchheim, Deutschland
- 1997–1998: Postdoktorand am Robotics Lab, Stanford University, USA
- 1997: Rang 1, Dozent für Statistik, Harvard University, Cambridge, MA, USA
- 08/1997: Postdoktorand am AI Lab, M.I.T., Cambridge, MA, USA
- 04/1997: Postdoktorand am Technion, Haifa, Israel
- 1992–1997: Wissenschaftlicher Mitarbeiter, Mustererkennungslabor, FAU, Erlangen-Nürnberg, Deutschland
- 1990: Lehrassistent, Theoretische Informatik, FAU, Erlangen-Nürnberg, Deutschland
- 1989: Praktikant, Siemens AG, Erlangen, Deutschland

## Forschungsschwerpunkte und wissenschaftliche Wegmarken
Joachim Horneggers wissenschaftliche Forschungsschwerpunkte liegen vor allem auf dem Gebiet der medizinischen Bild- und Signalverarbeitung. Hier sind insbesondere die 3D-Rekonstruktion aus Projektionen, die Fusion multimodaler Sensordaten, sowie die intuitive Benutzerführung unter Zuhilfenahme von Algorithmen des Rechnersehens und der Sprachverarbeitung zu nennen.
Sein wissenschaftliches Werk ist laut Google Scholar in bisher mehr als 1000 Originalpublikationen und zahlreichen Übersichtsartikeln sowie Buchbeiträgen niedergelegt; seine Fachpublikationen wurden bisher über 24.000 mal zitiert und generierten mehr als 100 Patente. Er belegte zwischen 2010 und 2019 den Platz vier der meistzitierten Augenforscher. Unter Horneggers wissenschaftlicher Anleitung sind zwischen 2003 und 2022 bisher mehr als 50 Dissertationsarbeiten entstanden.
Joachim Hornegger arbeitet als Gutachter für das BMBF, die DFG, die Alexander-von-Humboldt-Stiftung, das Bayerische Wirtschaftsministerium, das Wissenschaftsministerium NRW und die FFG Österreich.

## Ehrungen und Auszeichnungen
- 2018–2021: Aufsichtsratsmitglied, EIT Health (eithealth.eu)
- 2018: MICCAI Young Researcher Award (Seniorautor)
- 2016: Mitgliedschaft, acatech - Deutsche Akademie der Technikwissenschaften
- 1997: DAGM Best Paper Award, Deutsche Arbeitsgemeinschaft für Mustererkennung (DAGM)
- 1997: Deutschlands beste Doktorarbeiten in Informatik, gelistet
- 1996: DAGM-Preis (Honorable Mention), Deutsche Arbeitsgemeinschaft für Mustererkennung (DAGM)
- 1996: Promotion mit höchster Auszeichnung

## Schriften (Auswahl)
- Surface segmentation and classification of 3d shapes using dynamic programming Pattern Recognition and Image Analysis, Vol. 3, Nr. 3, S. 328–332, 1993
- The missing information principle in computer vision International Journal of Computing and Information Technology, Vol. 2, Nr. 3, S. -, 1994
- Pattern Recognition and Image Processing in C++ Vieweg Braunschweig, 1995, ISBN 978-3-528-05491-5
- Statistische Modellierung, Klassifikation und Lokalisation von Objekten Shaker Aachen, 1996, ISBN 978-3-519-02646-4
- Statistische Modellierung, Klassifikation und Lokalisation von Objekten Die besten Informatik-Dissertationen 1996, Teubner Leipzig, 1997, 128–149
- Applied pattern recognition: A practical introduction to image and speech processing in C++Vieweg Braunschweig, 1998, ISBN 978-3-528-15558-2
- Probabilistic modeling in computer vision Handbook of Computer Vision and Applications Academic Press London, 2000, S. 517–540
- A Linear Programming Approach to Limited Angle 3D Methods of Information in Medicine Vol. 43, Nr. 4, S. 320–326, 2004
- Sprach- und Bilderkennung Taschenbuch der Medieninformatik, Carl Hanser München, 2005, S. 194–219